# Alex Ploeg
Alex Ploeg (geboren am 29. März 1956 in Velsen; gestorben am 17. Juli 2014 bei Hrabowe, Oblast Donezk, Ukraine) war ein niederländischer Ichthyologe und Lobbyist des internationalen Zierfischhandels.

## Werdegang
Alex Ploeg studierte an der Universität Utrecht Biologie und promovierte 1983. In den folgenden Jahren beschäftigte er sich intensiv mit der Gattung Hechtbuntbarsche (Crenicichla) und verfasste die Erstbeschreibungen mehrerer Arten. 1991 verteidigte er an der Universität von Amsterdam seine Dissertation über diese Gattung, eine Revision, die fünfzehn Erstbeschreibungen enthielt. Von den mehr als neunzig Arten der Hechtbuntbarsche sind fast zwanzig von Ploeg beschrieben worden, hinzu kommen mehrere Synonyme.
Von 1989 bis 1991 war Ploeg Kurator eines Schauaquariums auf Aruba und von 1991 bis 1992 Fischzüchter für Zierfische auf Bonaire. Von 1993 bis 2004 folgten Positionen als Manager bei mehreren Unternehmen des Zierfischhandels. 2004 wurde er Generalsekretär des internationalen Branchenverbands der Zierfischindustrie (Ornamental Fish Industry). 2006 kamen das Amt des Generalsekretärs der European Pet Organization und 2009 eine Beraterposition bei einem niederländischen Branchenverband hinzu. In diesen Positionen war Ploeg Lobbyist der Zierfischindustrie bei nationalen, europäischen und internationalen Gesetzgebern und Behörden. Dabei vertrat er die Interessen seiner Branche, die in den Feldern Tierschutz und Artenschutz zunehmenden Beschränkungen unterworfen wird.
Am 17. Juli 2014 starben Alex Ploeg, seine Ehefrau Edith, deren Sohn Robert und dessen Freund Robin beim Abschuss des Malaysia-Airlines-Fluges 17 über der Ostukraine. Das Ehepaar hinterließ zwei Töchter.

## Dedikationsnamen (Auswahl)
- Crenicichla ploegi Varella, Loeb, Lima & Kullander, 2018[5]
- Gymnochanda ploegii Tan & Lim, 2014[6]

## Erstbeschreibungen
- Crenicichla compressiceps Ploeg, 1986
- Crenicichla coppenamensis Ploeg, 1987
- Crenicichla cyclostoma Ploeg, 1986
- Crenicichla heckeli Ploeg, 1989
- Crenicichla hummelincki Ploeg, 1991
- Crenicichla inpa Ploeg, 1991
- Crenicichla isbrueckeri Ploeg, 1991
- Crenicichla jegui Ploeg, 1986
- Crenicichla menezesi Ploeg, 1991
- Crenicichla nickeriensis Ploeg, 1987
- Crenicichla pellegrini Ploeg, 1991
- Crenicichla pydanielae Ploeg, 1991
- Crenicichla regani Ploeg, 1989
- Crenicichla santosi Ploeg, 1991
- Crenicichla sipaliwini Ploeg, 1987
- Crenicichla stocki Ploeg, 1991
- Crenicichla sveni Ploeg, 1991
- Crenicichla tigrina Ploeg, Jegu & Ferreira, 1991
- Crenicichla virgatula Ploeg, 1991

## Veröffentlichungen (Auswahl)
- The cichlid genus Crenicichla from the Tocantins River, State of Pará, Brazil, with descriptions of four new species (Pisces, Perciformes, Cichlidae). In: Beaufortia 1986, Band 36, Nr. 5, S. 57–80, Digitalisat.
- Review of the cichlid genus Crenicichla Heckel, 1840 from Surinam, with descriptions of three new species (Pisces, Perciformes, Cichlidae). In: Beaufortia 1987, Band 37, Nr. 5, S. 73–98, Digitalisat.
- Zwei neue Arten der Gattung Crenicichla Heckel, 1840 aus dem Amazonasbecken, Brasilien. In: Die Aquarien- und Terrarienzeitschrift (DATZ) 1989, Band 42, Nr. 3, ISSN 1616-3222, S. 163–167.
- Revision of the South American cichlid genus Crenicichla Heckel, 1840 with descriptions of fifteen new species and considerations on species groups, phylogeny and biogeography (Pisces, Perciformes, Cichlidae). Dissertation, Universiteit van Amsterdam 1991.
- Buntbarsche aus Bonaire. In: Die Aquarien- und Terrarienzeitschrift (DATZ) 1992, Band 45, Nr. 12, S. 803–805.
- Die Zucht des Gestreiften Seepferdchens bei Marcultura. In: Die Aquarien- und Terrarienzeitschrift (DATZ) 1993, Band 46, Nr. 5, S. 304–306.
- mit Michael Jégu und Efrem Ferreira: Crenicichla tigrina, une nouvelle espèce de Cichlidae (Pisces, Perciformes) du Rio Trombetas, Pará, Brésil. In: Bulletin Zoölogisch Museum 1991, Band 13, Nr. 1, S. 1–11, Digitalisat.